# インド工科大学
インド工科大学（インドこうかだいがく、ヒンディー語: भारतीय प्रौद्योगिकी संस्थान, 英語: Indian Institutes of Technology; IITs）は、工学と科学技術を専門とする、インドの23の国立大学の総体、または、その各校である（単数形 Indian Institute of Technology; IIT の場合）。
国家的な重要性を有した研究機関と位置づけられ、研究水準の高さは国際的にも認められている。1947年のインドの独立後、インドの経済的・社会的進歩を目的として知的水準の高い労働力の育成が求められ、科学者と技術者を養成するために、1951年にジャワハルラール・ネルーにより第1校が設立された。
1870年にロンドンで設立された帝国インド工科大学とは直接の関係がない。このイギリス人学生専用大学は定員に空きが出たとき、毎年2名のインド人入学枠を設けることができた。わずかなインド人卒業生からは、1925年にインド人で初めて郵便・電信総局長となったガネン・ロイを輩出した。

## 各校
インド工科大学の23校は以下の通り。（設立年順に列挙、括弧内右側は所在地）
- インド工科大学カラグプル校（1951年：西ベンガル州）
- インド工科大学ボンベイ校（1958年：マハーラーシュトラ州）
- インド工科大学カーンプル校（1959年：ウッタル・プラデーシュ州）
- インド工科大学マドラス校（1959年：タミル・ナードゥ州）
- インド工科大学デリー校（1963年：デリー首都圏） - 略称：IITD
- インド工科大学グワーハーティー校（1994年：アッサム州）
- インド工科大学ルールキー校（2001年：ウッタラーカンド州）
- インド工科大学ガンディーナガル校（2008年：グジャラート州）
- インド工科大学ハイデラーバード校（2008年：アーンドラ・プラデーシュ州） - 略称：IITH。日本の外務省と国際協力機構 (JICA) から技術・財政支援を受けて設立され、日本から多くの教授が出向して教鞭を取っている。情報通信研究機構と共同研究をしている[3]。
- インド工科大学パトナ校（2008年：ビハール州）
- インド工科大学ローパル校（2008年：パンジャーブ州）
- インド工科大学ブバネーシュワル校（2008年：オリッサ州）
- インド工科大学ジョードプル校（2008年：ラージャスターン州）
- インド工科大学インドール校（2009年：マハーラーシュトラ州）
- インド工科大学マンディー校（2009年：ヒマーチャル・プラデーシュ州）
- インド工科大学バラナシ校（2012年：ウッタル・プラデーシュ州）
- インド工科大学パルガート校（2015年：ケーララ州）
- インド工科大学ティルパティ校（2015年：アーンドラ・プラデーシュ州）
- インド工科大学ダンバード校（2016年：ジャールカンド州）
- インド工科大学ビラーイー校（2016年：チャッティースガル州）
- インド工科大学ゴア校（2016年：ゴア州）
- インド工科大学ジャンムー校（2016年：ジャンムー・カシミール連邦直轄領）
- インド工科大学ダーワッド校（2016年：カルナータカ州）

## 特徴

### 機構
各校はそれぞれ独自の組織を有しているが、これらは校務を総括するインド工科大学協議会により相互に連携している。共通の入学試験を実施し、入学手続も共通化している。総計すると、研究に携わる学者に加え、1万5500人の学部生、1万2000人の大学院生がいる。

### 学位
インド工科大学の学士号は、同様の分野に関して他の大学で与えられる学位である「工学士」 (Bachelor of Engineering / BE) ではなく、インド工科大学共通の独自の学位である「科学技術学士」(Bachelor of Technology / B.Tech.) が授与される。

### 共通入学試験 (IIT-JEE)
共通の入学試験は、共通入学試験 (Joint Entrance Examination / IIT-JEE) と呼ばれ、インドにおける合格の難しい (倍率は約60倍) 試験のうちの1つであるため、コーターにはIIT-JEEに特化した予備校が多数存在する。

## 評価・影響
多くの卒業生が多彩な分野で活躍しており、「IITブランド」という学術的な基準も生まれている。
インド工科大学の成功により、国立工科大学 (National Institutes of Technology) やインド情報技術大学 (Indian Institute of Information Technology)、インド経営大学院 (Indian Institutes of Management) など、インド内にインド工科大学を模した他分野の高等教育機関が相次いで設立された。
2007年1月28日、NHKスペシャルで特集が放映された。

## IIT出身の世界的な経営者
- スンダー・ピチャイ - Google CEO
- ラジャト・グプタ（en:Rajat Gupta）- マッキンゼー元会長

## 参考図書
- Rajguru, Suvarna; Pant, Ranjan (2003). IIT India's Intellectual Treasures. India: Indus Media. ISBN 0-9747393-0-8
- INDIA'S WHIZ KIDS — Inside the Indian Institutes of Technology's star factory. Asian Edition: BusinessWeek. (1998)
- Kirpal, Viney; Gupta, Meenakshi (1999). Equality Through Reservations. India: Vedams. ISBN 81-7033-526-4
- Deb, Sandipan (2004). The IITians. India: Penguin Books. ISBN 0-670-04986-7
- Murali, Kanta (2003年2月1日). “The IIT Story: Issues and Concerns”. Frontline Magazine – Volume 20 - Issue 03 (Frontline) 2006年5月14日閲覧。
- Rajguru, Suvarna (2005年12月30日). “What makes the IITs so chic”.   LittleINDIA. 2006年8月27日閲覧。
- Lesley Stahl (Correspondent) (2003). Imported from India (TV-Series). USA: CBS 60 Minutes. On Google Video (92 MB).

## 番組
- インドの衝撃　第1回　わき上がる頭脳パワー

NHKスペシャル。2007年放送。
- 狭き門への夢/An Engineered Dream

コーターにある予備校に通う受験生を取材したドキュメンタリー。NHKなどの国際共同制作。2018年放送。